# Plagodis dolabraria
Phalène linéolée, Numérie ligneuse
Pour les articles homonymes, voir Phalène.
Espèce
Plagodis dolabraria, la Phalène linéolée ou Numérie ligneuse, est une espèce de Lépidoptères de la famille des Geometridae, originaire d'Eurasie. Les chenilles consomment les feuilles des feuillus des forêts tempérées.

## Répartition
L'espèce est répandue dans la majeure partie de l’Europe,, de l’Espagne aux Balkans, puis à travers l’Asie, jusqu’en Extrême-Orient,.

## Description morphologique

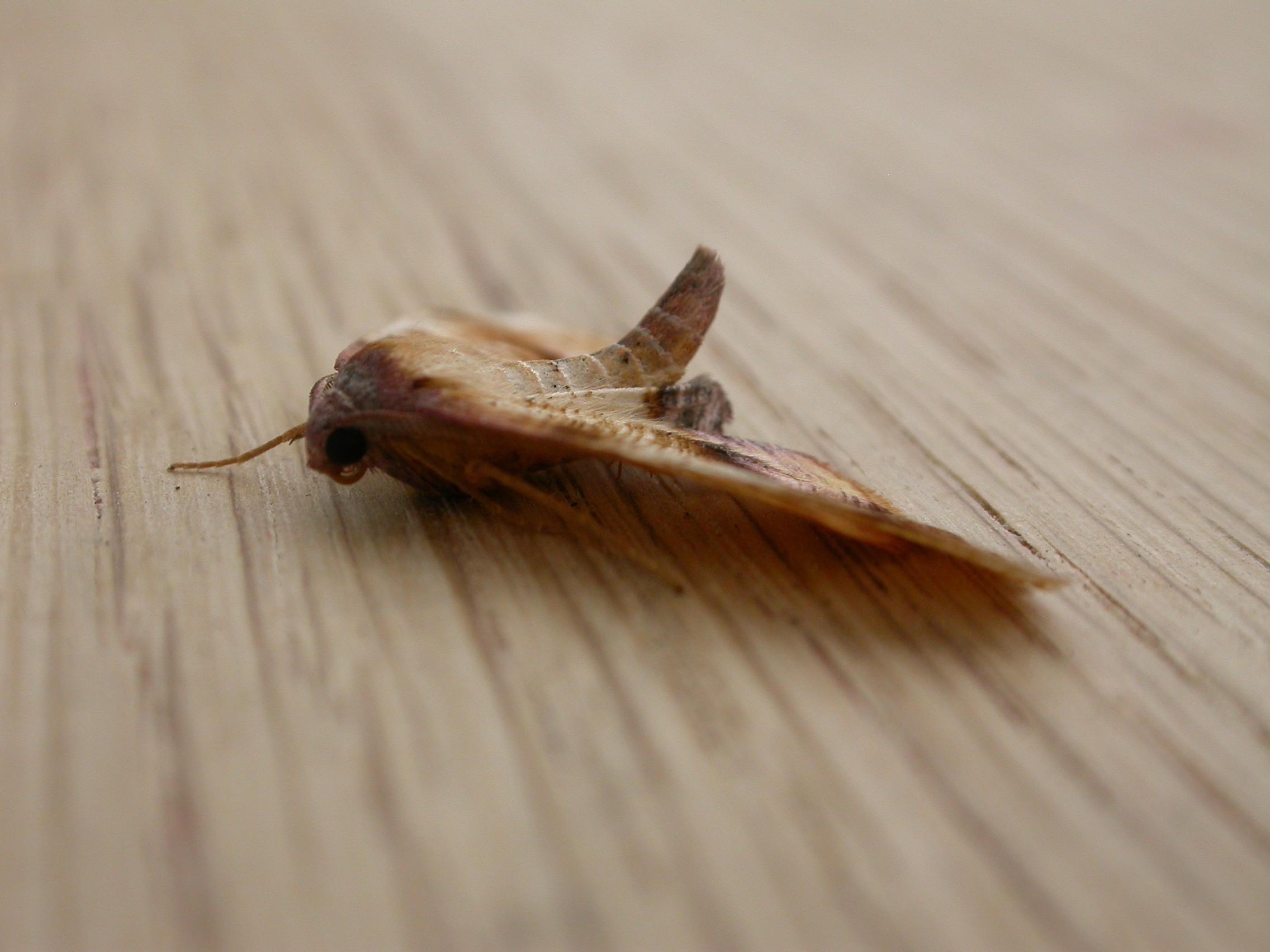
Phalène linéolée vue de profil.

L'adulte est brun-jaune clair, densément orné de fines stries transversales noires ; il y a une tache bleu-noir près de l’angle externe aux deux paires d’ailes, nettement plus petite aux antérieures. 
La chenille atteint 30 mm de long. Elle ressemble à un rameau sec. De couleur brun foncé, elle présente un tubercule marqué sur le huitième segment.

## Plantes hôtes
Divers feuillus sont des hôtes de la Phalène linéolée, en particulier le Chêne pédonculé (Quercus robur), le Hêtre commun (Fagus sylvatica), le Tilleul d'hiver (Tilia cordata) et le Prunellier (Prunus spinosa), mais aussi les autres espèces de Quercus, et les espèces des genres Ulmus, Lonicera, Tilia, Sorbus et Prunus.

## Biologie
La Phalène linéolée ne donne généralement qu'une génération par an, occasionnellement une seconde génération partielle à la fin de l’été. La chenille, figée le jour dans une position oblique, très homotypique, est difficile à découvrir. La chrysalide hiverne et repose à terre dans un cocon lâche. La période de vol va de mai à août. L'espèce est univoltine ou bivoltine en fonction des régions et des sites.

## Habitat et écologie

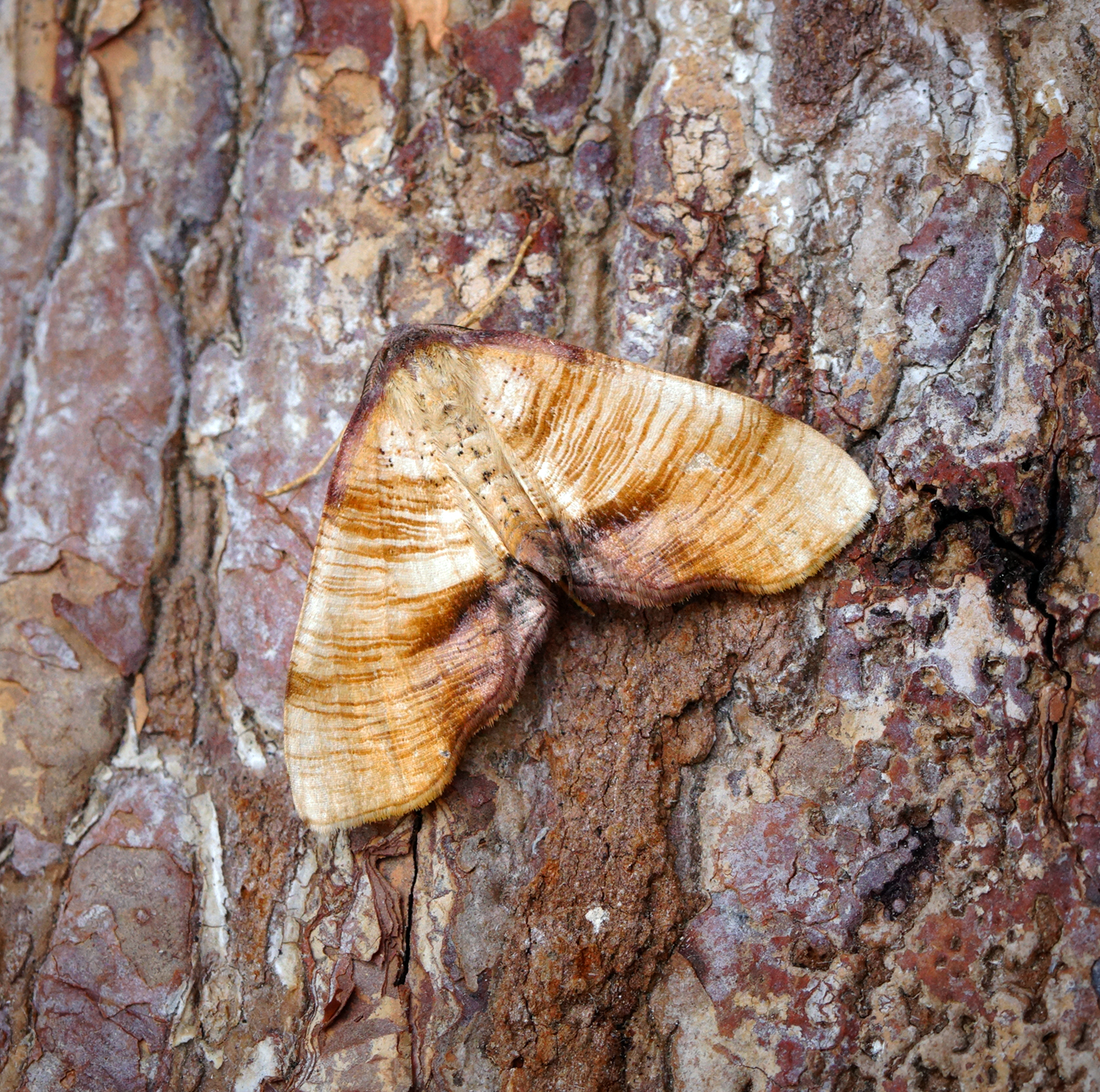
Plagodis dolabraria sur une écorce.

Cette espèce habite les boisements, forêts et autres habitats boisés, dont les forêts de feuillus caducifoliés, les forêts marécageuses de feuillus ne se trouvant pas sur tourbe acide, les aulnaies non riveraines, les boisements acidophiles dominés par Quercus, les forêts riveraines et forêts galeries, avec dominance d’Alnus, Populus ou Salix, les forêts marécageuses de feuillus sur tourbe acide, les forêts riveraines méditerranéennes, les forêts riveraines mixtes des plaines inondables et les forêts galeries mixtes ; les boisements non riverains à Betula, Populus tremula ou Sorbus aucuparia.

## Sous-espèces
Liste des sous-espèces selon GBIF (24 juin 2021) et BioLib (24 juin 2021) :
- Plagodis dolabraria costisignata Wehrli, 1939
- Plagodis dolabraria dolabraria
- Plagodis dolabraria violacea Wehrli, 1939

## Systématique
L'espèce a été initialement classée dans le genre Phalaena sous le protonyme Phalaena dolabraria, par le naturaliste suédois Carl von Linné, en 1767,.
Ce taxon porte en français les noms vernaculaires ou normalisés « Phalène linéolée » ou « Numérie ligneuse »,.
Plagodis dolabraria a pour synonymes, :
- Ennomos dolabraria (Linnaeus, 1767)
- Eurymene dolabraria (Linnaeus, 1767)
- Phalaena dolabraria Linnaeus, 1767